# Dorstenia cayapia
Dorstenia cayapia är en mullbärsväxtart. Dorstenia cayapia ingår i släktet Dorstenia och familjen mullbärsväxter.

## Underarter
Arten delas in i följande underarter:
- D. c. asaroides
- D. c. cayapia
- D. c. paraguariensis
- D. c. vitifolia
- D. c. celiae